# A kis menyasszony
A kis menyasszony (hindiül: बालिका वधू Bálika vadhú, angolos átírásban: Balika Vadhu, szó szerint: ’gyermekmenyasszony’) 2008 és 2016 között vetített indiai szappanopera, amelyet Sidharth Sengupta és Pradeep Yadav rendezett. 
Indiában a Colors TV mutatta be 2008. július 2-én. Magyarországon az RTL Klub vette meg a vetítési jogokat 239 részre, amelyet 2016. október 14-től 2017. július 12-ig adott le.

## Történet
A sorozat Anandi és Jagdish életét követi, akik gyermekkorukban házasodtak össze, valamint azokat a kihívásokat, amelyekkel ők és családjuk szembenéznek.
A sorozat két szegmensből áll. Az első szegmens a Balika Vadhu – Kacchi Umar Ke Pakke Rishte (A gyermekmúzsák - Gyengéd korú szilárd kapcsolatok) 2164 részből állt, amiben Anandi és Jagdish történetére összpontosított, akik gyermekkorukban házasodtak össze. A második szegmens a Balika Vadhu – Lamhe Pyaar Ke (A gyermekmúzsák - Szerelmi pillanatok) 84 részből állt és Anandi lányának Nimbolinek az életét mutatja be, aki szintén gyerekkorában házasodott.

## Szereplők
| Szereplő | Színész                     | Magyar hang        | Leírás                                                    |
| -------- | --------------------------- | ------------------ | --------------------------------------------------------- |
| Anandi   | Avika Gor (2008-10)         | Szűcs Anna Viola   | A sorozat főszereplője, akit gyermekkorában adták férjhez |
| Jagdish  | Avinash Mukherjee (2008-10) |                    | Anandi férje, Sumitra és Bhairon fia                      |
| Khajaan  | Chetanya Adib               | Bozsó Péter        | Anandi édesapja                                           |
| Bhagwati | Bhairavi Raichura           | Kisfalvi Krisztina | Anandi édesanyja                                          |
| Kalyani  | Surekha Sikri               | Andresz Kati       |                                                           |
| Bhairav  | Anup Soni                   | Posta Victor       | Jagdish és Sugna édesapja.                                |
| Sumitra  | Smita Bansal                | Bognár Anna        | Jagdish és Sugna édesanyja, Bhairav felesége              |
| Sugna    | Veebha Anand                | Laudon Andrea      | Sumitra és Bhairav lánya                                  |
| Basant   | Satyajit Sharma             | Megyeri János      | Bhairav bátyja                                            |
| Champa   | Shivshakti Sachdev          | Sipos Eszter Anna  |                                                           |
| Raju     | Khushmeet Gill              | Tóth Márk          | Shiv és Anandi adoptált fia.                              |
| Sandhya  | Sadiya Siddiqui             | Ősi Ildikó         | Anandi iskolai tanára.                                    |
| Phuli    | Faiza Faiz                  | Györke Laura       | Anandi legjobb barátja gyermekkora óta.                   |
| Raani    |                             | Lamboni Anna       |                                                           |
| Krishna  | Preity Sahay                | Urbán Andrea       | Govind felesége.                                          |
| Bhanwari | Bhakti Narula               | Kocsis Mariann     | Bilaria falu házasságközvetítője.                         |

### Magyar változat
A szinkront az RTL Klub megbízásából a Mikroszinkron készítette.
- Magyar szöveg: Erős Ágnes, Kompaktor Erika, Kovács Zsuzsa
- Hangmérnök: Hadfi Dezső, Bán Péter
- Vágó: Kozma Judit
- Gyártásvezető: Mázsár Gyula
- Szinkronrendező: Nikodém Gerda, Varga T. József